# Борівська сільська рада (Зарічненський район)
Борівська сільська́ ра́да — колишній орган місцевого самоврядування в Зарічненському районі Рівненської області. Адміністративний центр — село Борове.

## Загальні відомості
- Борівська сільська рада утворена в 1940 році.
- Територія ради: 107,84 км²
- Населення ради: 3 381 особа (станом на 2001 рік)
- Водоймища на території, підпорядкованій даній раді: озеро Осовиця, озеро Любин, річка Стир.

## Населені пункти
Сільській раді були підпорядковані населені пункти:
- с. Борове
- с. Лисичин
- с. Млинок

## Уповноважені особи
- Староста села: Калюта Микола Іванович

### Керівний склад попередніх скликань
| Прізвище, ім'я, по батькові | Основні відомості                                                                                  | Дата обрання | Дата звільнення |
| --------------------------- | -------------------------------------------------------------------------------------------------- | ------------ | --------------- |
| Калюта Володимир Михайлович | Сільський голова, 1958 року народження, освіта вища, член Всеукраїнського об'єднання «Батьківщина» | 26.03.2006   | 31.10.2010      |
| Калюта Володимир Михайлович | Сільський голова, 1958 року народження, освіта вища, безпартійний                                  | 31.10.2010   | 07.03.2014      |
| Мельник Руслан Миколайович  | Сільський голова, 1989 року народження, освіта вища, безпартійний                                  | 26.10.2014   | 10.12.2020      |

Примітка: таблиця складена за даними сайту Верховної Ради України